# Rue Sainte-Odile
La rue Sainte-Odile est une voie de Toulouse, chef-lieu de la région Occitanie, dans le Midi de la France.

## Situation et accès

### Description
La rue Sainte-Odile est une voie publique. Elle se trouve dans le quartier de la Croix-de-Pierre, dans le secteur 2 - Rive gauche. Elle naît en impasse, presque perpendiculairement à la digue qui confronte la Garonne – un chemin piétonnier permet d'ailleurs de rejoindre l'allée des Moulins-de-la-Garonne qui longe le fleuve. Elle est rectiligne et d'une largeur régulière de 10 mètres. Elle rencontre à droite, après 25 mètres, la rue des Ondines, puis se termine 199 mètres plus loin au carrefour de l'avenue Henri-Barbusse et de la Rue de l'Ourcq.
La chaussée compte une seule voie de circulation automobile à double-sens. Elle est définie commune zone 30 et la vitesse y est limitée à 30 km/h. Il n'existe pas d'aménagement cyclable.

### Voies rencontrées
La rue Sainte-Odile rencontre les voies suivantes, dans l'ordre des numéros croissants (« g » indique que la rue se situe à gauche, « d » à droite) :
1. Rue des Ondines (d)
2. Avenue Henri-Barbusse (g)
3. Rue de l'Ourcq (d)

### Transports
La rue Sainte-Odile n'est pas directement desservie par les transports en commun. Elle est cependant proche de la route d'Espagne et de l'avenue de Muret, où se trouvent les arrêts des lignes de Linéo L4L5 et de bus 152.
La station de vélos en libre-service VélôToulouse la plus proche est la station no 190 (39 route d'Espagne).

## Odonymie
La rue est nommée d'après Odile, abbesse du monastère de Hohenbourg au VIIe siècle, sainte chrétienne et patronne de l'Alsace. Ce nom s'explique par le choix d'odonymes commençant par O pour les rues tracées dans tout le lotissement Duboul.

## Patrimoine et lieux d'intérêt
- no  11 : résidence du Parc de Gounon[2].
- no  28 : immeuble (vers 1940)[3].